# ثلمة كتفية كبيرة
الثلمة الكتفية الكبيرة (بالإنجليزية: Great scapular notch)‏ أو الثلمة الشوكية الحقانية (بالإنجليزية: spinoglenoid notch)‏ هي بَعْجَة تساعد على توصيل الحفرة فوق شوكة الكتف والحفرة تحت شوكة الكتف. ويمر عبرها : الشريان فوق الكتف و العصب فوق عظم الكتف.

## وصلات خارجية
- صور تشريحية:05:os-0211 في مركز داونستيت الطبي التابع لجامعة نيويورك - "Axillary Region: Scapula (Left)"

## صور اضافية

لوح الكتف. الثلمة الكتفية الكبيرة موضحة باللون الأحمر.
لوح الكتف. الثلمة الكتفية الكبيرة موضحة باللون الأحمر.
لوح الكتف. الثلمة الكتفية الكبيرة موضحة باللون الأحمر.
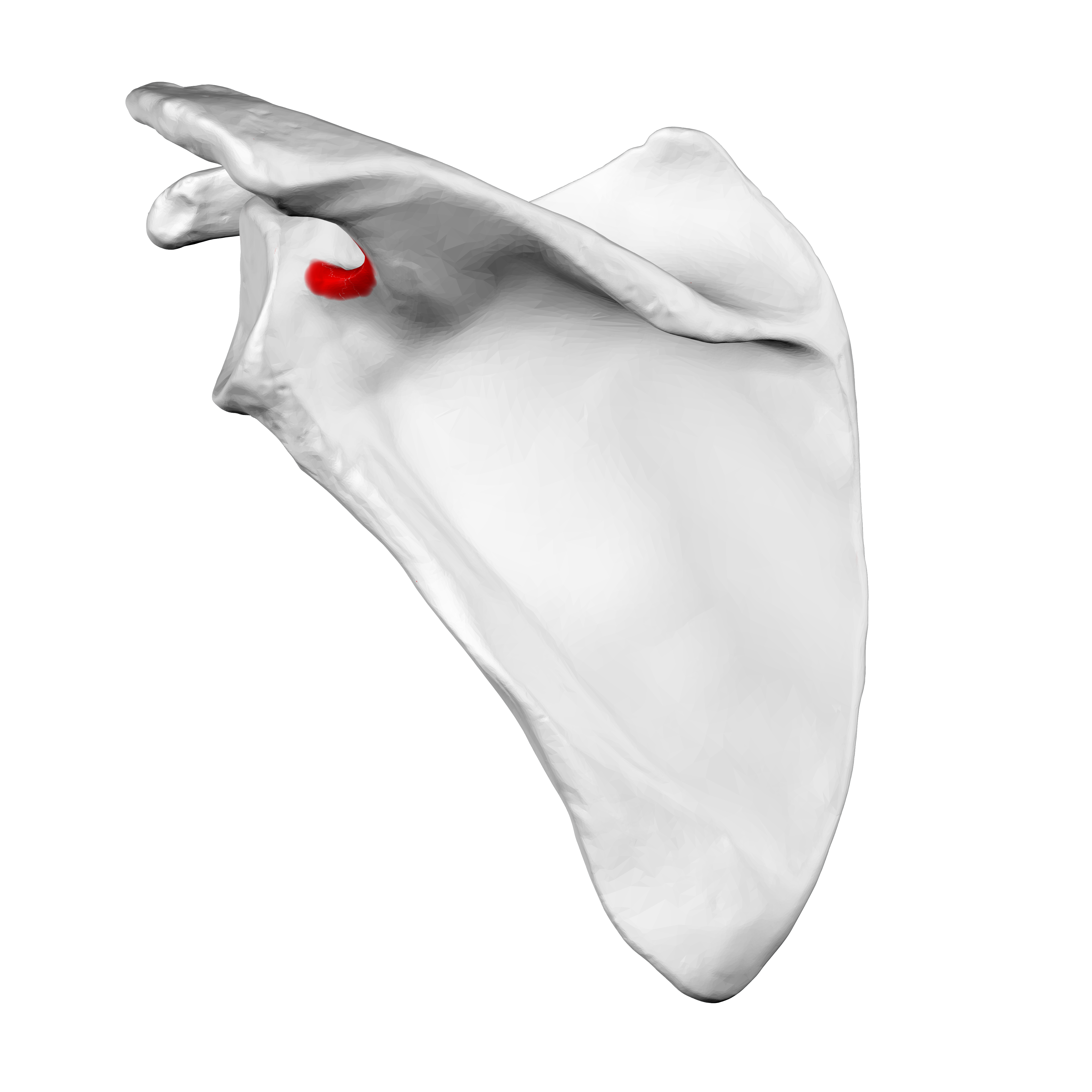
لوح الكتف. الثلمة الكتفية الكبيرة موضحة باللون الأحمر.
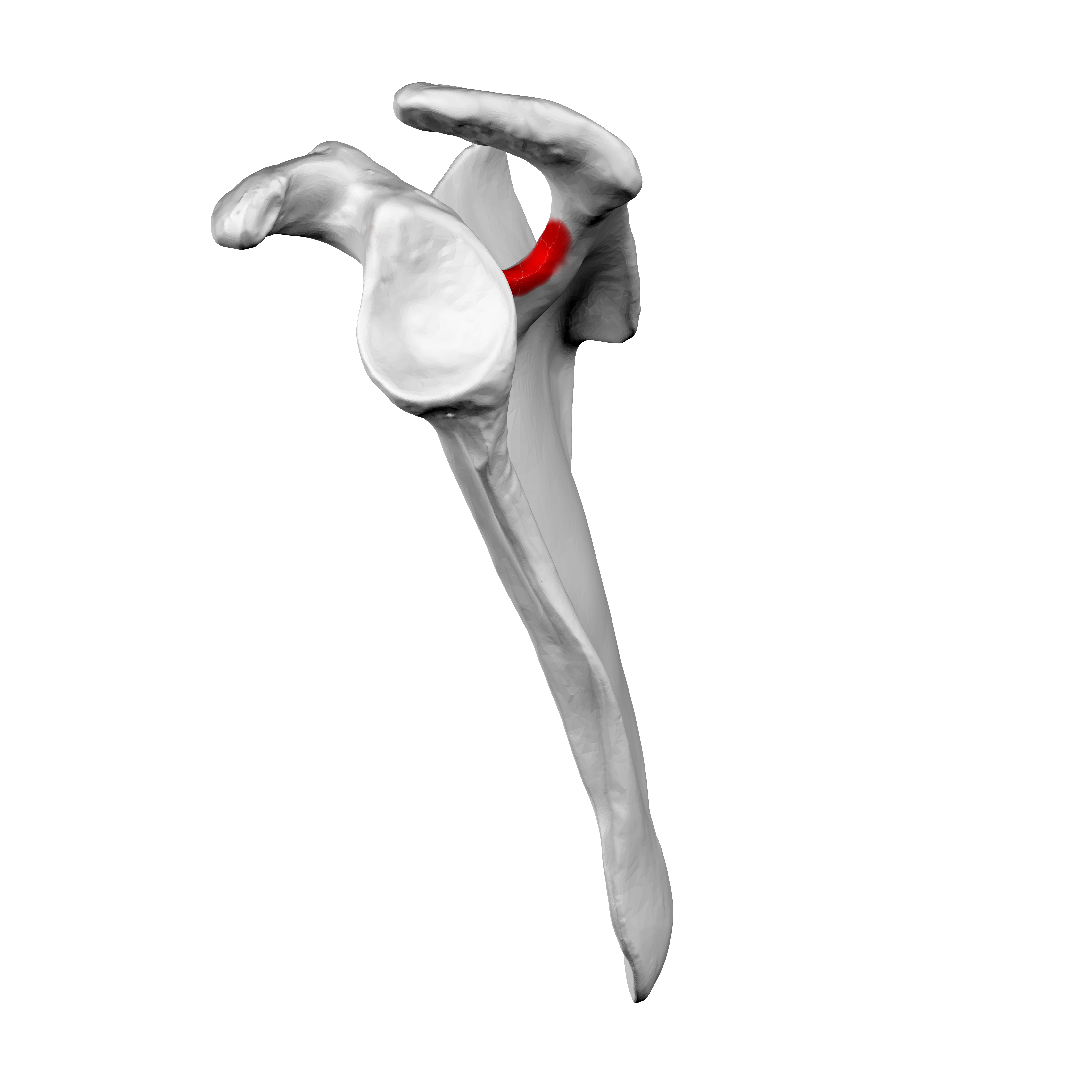
لوح الكتف. الثلمة الكتفية الكبيرة موضحة باللون الأحمر.
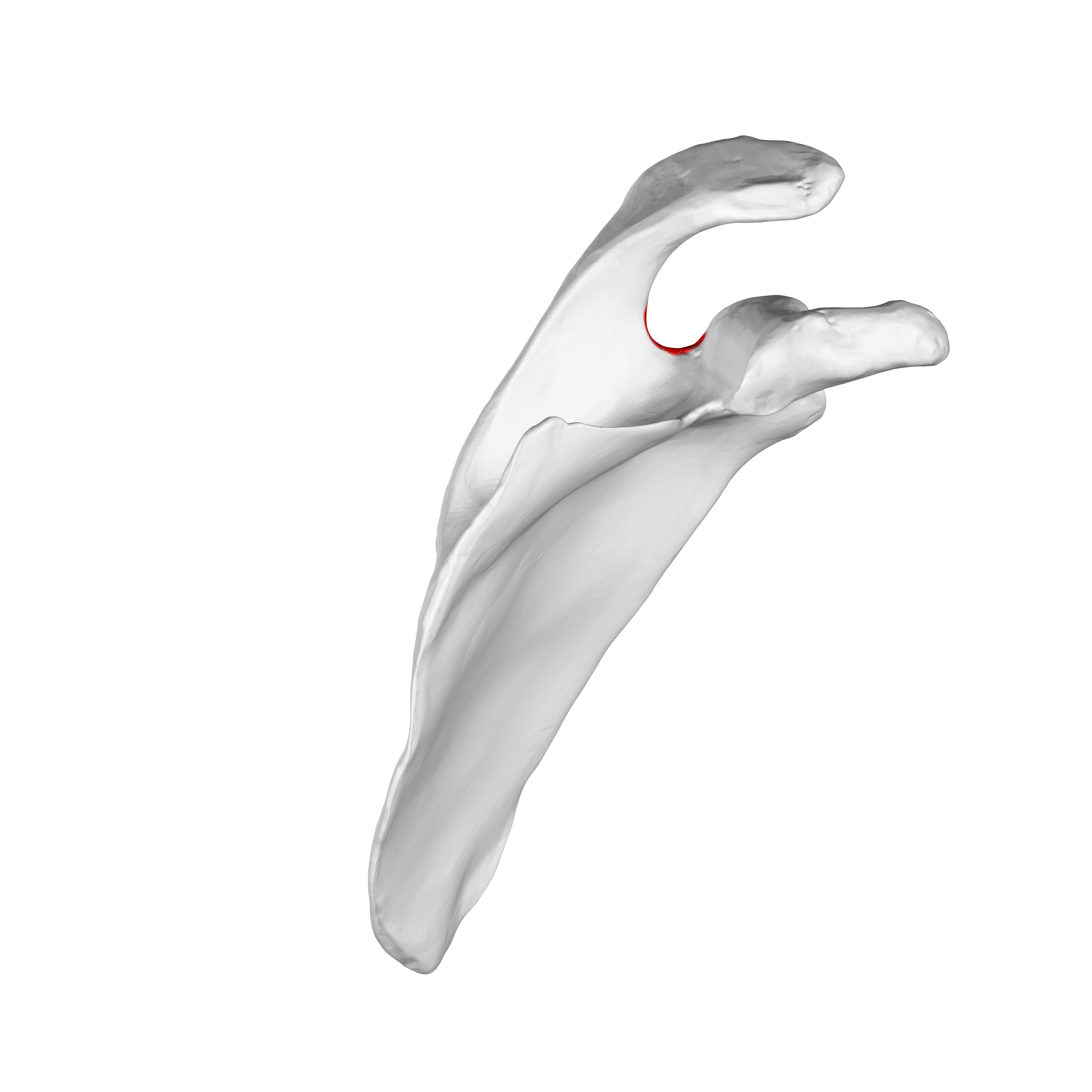
لوح الكتف. الثلمة الكتفية الكبيرة موضحة باللون الأحمر.
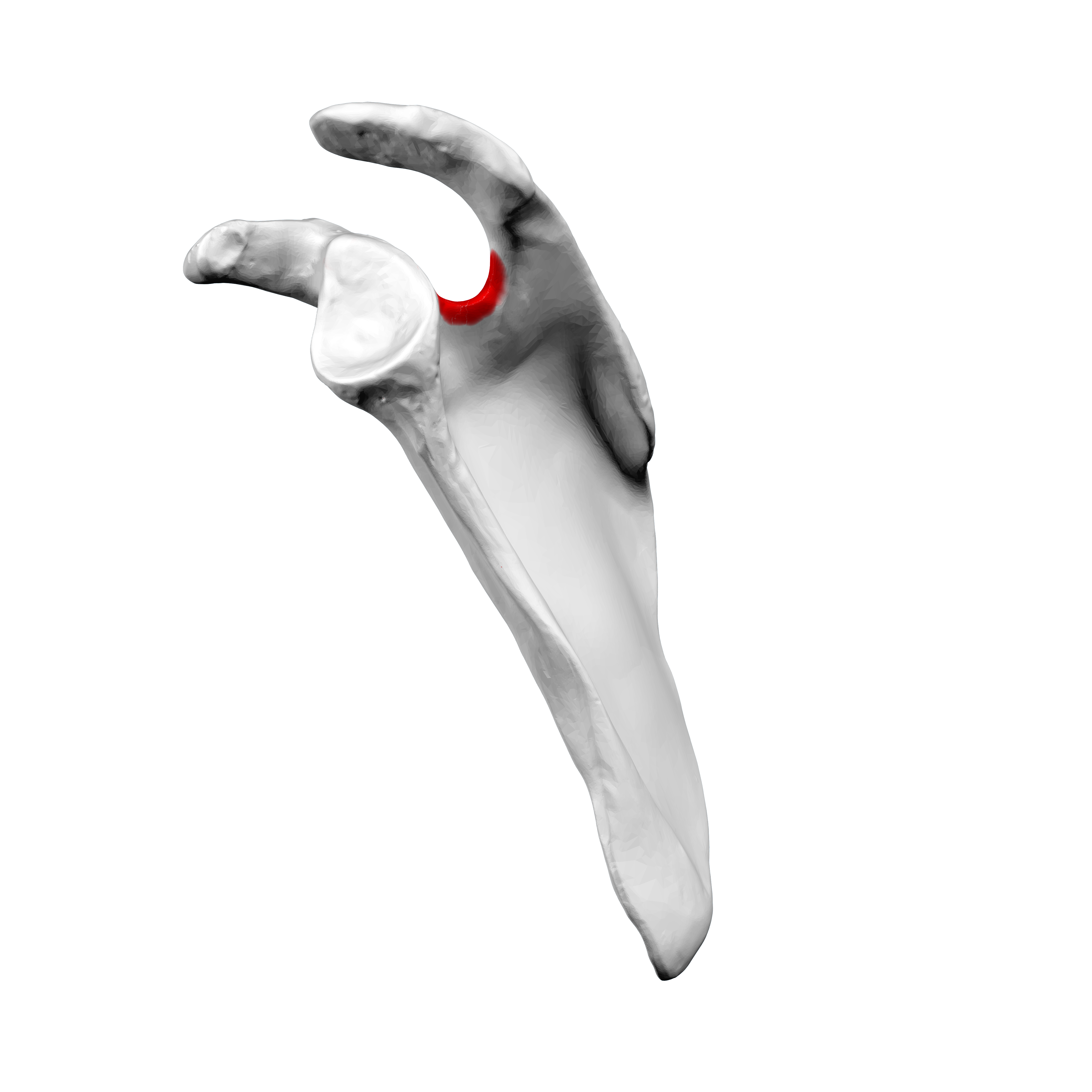
لوح الكتف. الثلمة الكتفية الكبيرة موضحة باللون الأحمر.
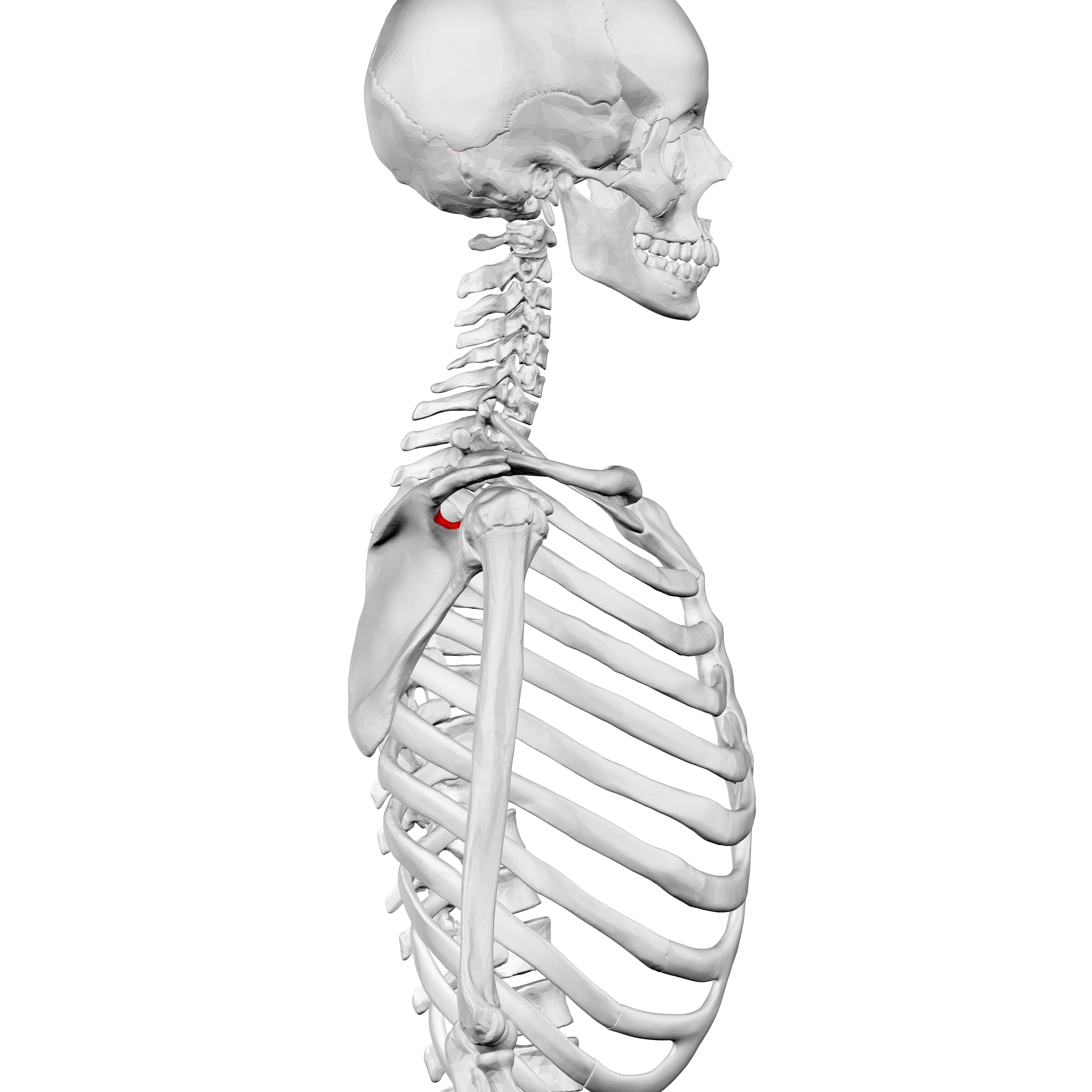
الثلمة الكتفية الكبيرة موضحة باللون الأحمر أعلى لوح الكتف.
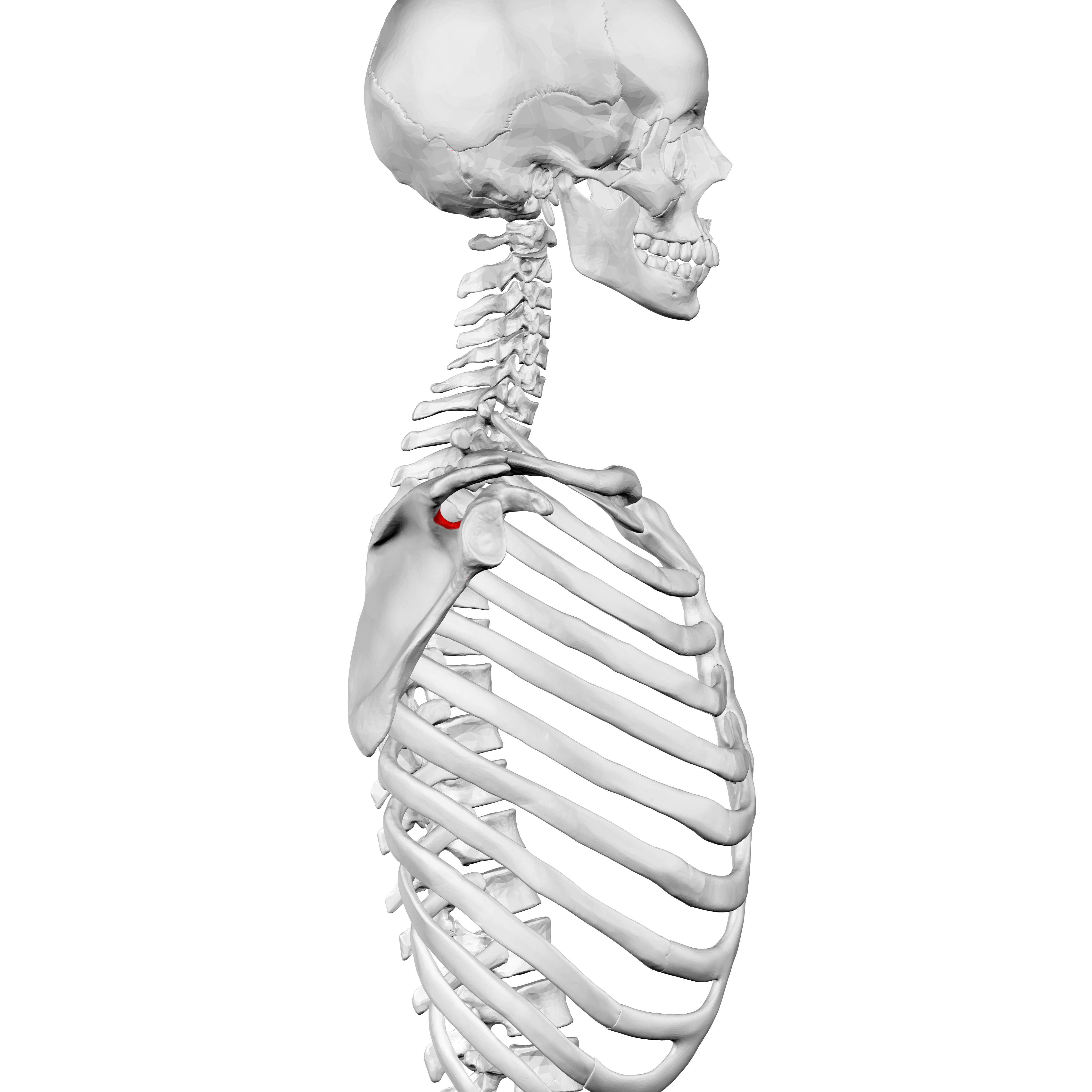
الثلمة الكتفية الكبيرة موضحة باللون الأحمر أعلى لوح الكتف.
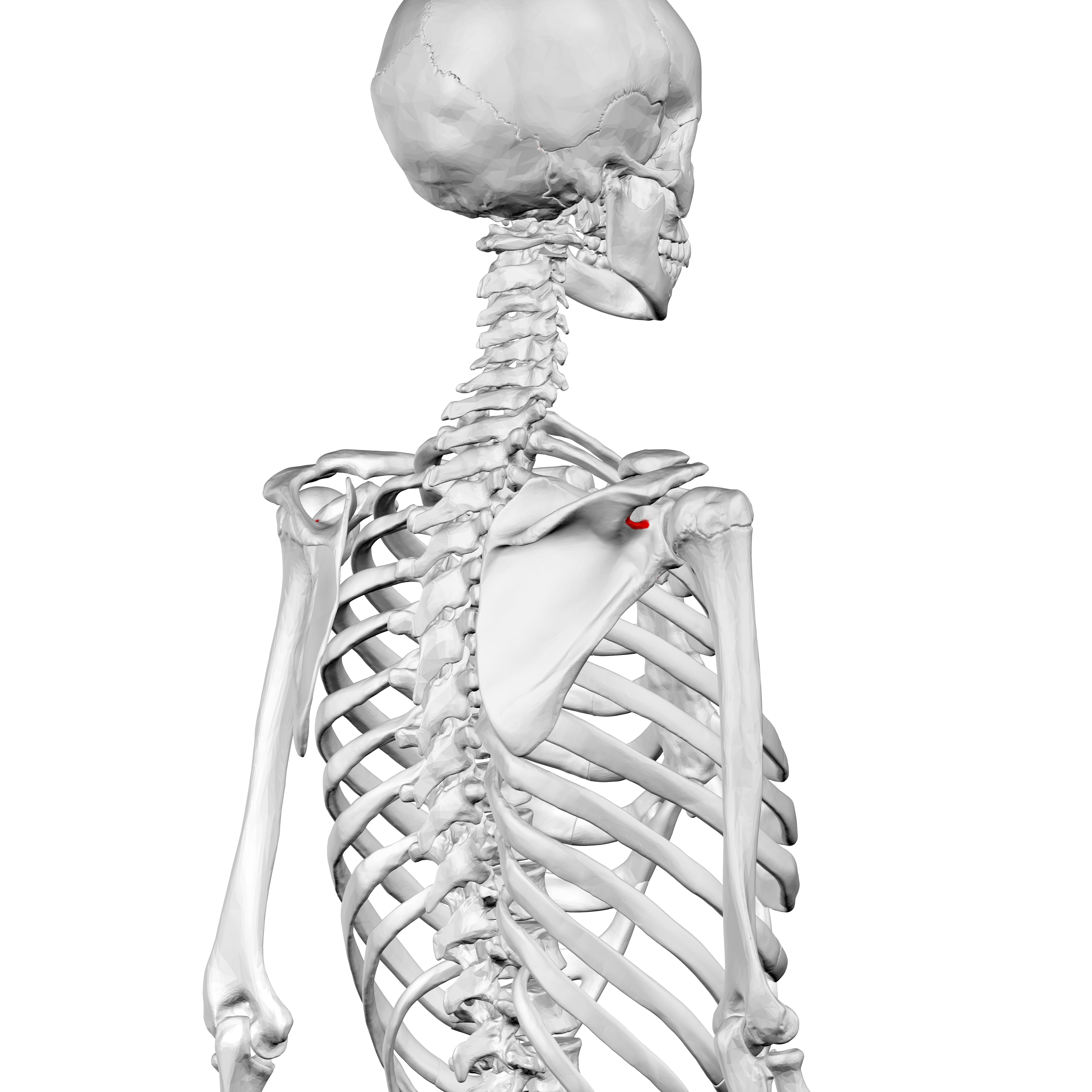
الثلمة الكتفية الكبيرة موضحة باللون الأحمر أعلى لوح الكتف.
الثلمة الكتفية الكبيرة موضحة باللون الأحمر أعلى لوح الكتف.
الثلمة الكتفية الكبيرة موضحة باللون الأحمر أعلى لوح الكتف.
الثلمة الكتفية الكبيرة موضحة باللون الأحمر أعلى لوح الكتف.